# 핵전략 사령부
《핵전략 사령부》(Fail-Safe)는 미국에서 제작된 시드니 루멧 감독의 1964년 드라마, SF 영화이다. 댄 오헐리히 등이 주연으로 출연하였고 맥스 E. 영스타인 등이 제작에 참여하였다.

## 출연

### 주연
- 댄 오헐리히
- 월터 매튜
- 프랭크 오버튼
- 에드워드 빈스

### 조연
- 프리츠 위버

## 기타
- 원작자: 유진 버딕
- 협력프로듀서: 찰스 H. 맥과이어
- 미술: 앨버트 브레너
- 의상: 안나 힐 존스톤